# Кастело дел Лаго (Авелино)
Кастело дел Лаго је насеље у Италији у округу Авелино, региону Кампанија.
Према процени из 2011. у насељу је живело 382 становника. Насеље се налази на надморској висини од 246 м.